# Gamlebyen (Oslo)

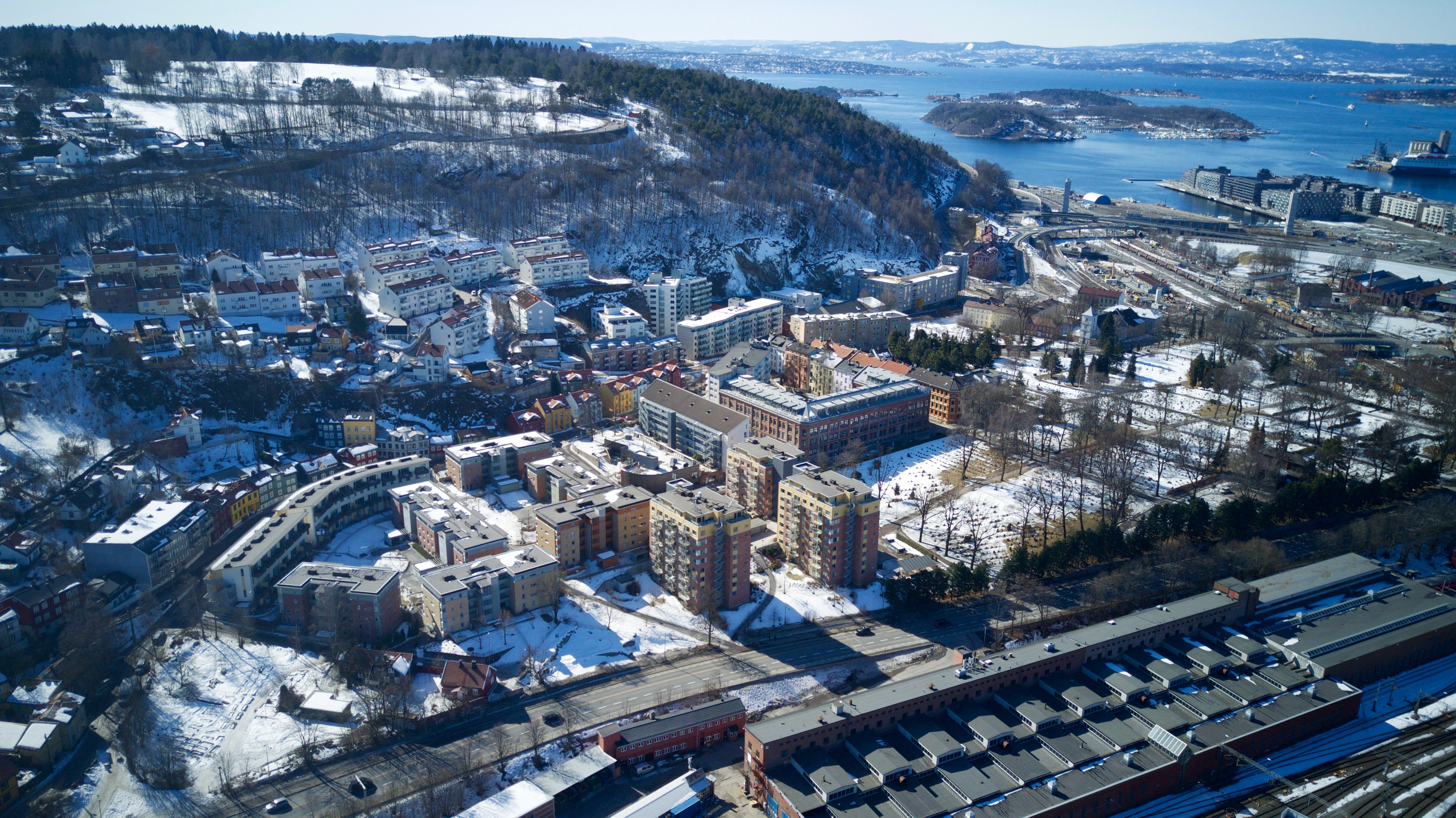
Gamlebyen und der Ekeberg

Gamlebyen (deutsch Altstadt; bis 1925 auch Oslo) ist ein Stadtviertel in der norwegischen Hauptstadt Oslo. Das Wohnviertel liegt im Stadtteil Gamle Oslo. Auf dem Gebiet des heutigen Stadtviertels befand sich bis zum Stadtbrand von 1624 die mittelalterliche Stadt Oslo. Da die anschließend andernorts neu aufgebaute Stadt den Namen Christiania erhielt, wurde das Gebiet bis zur Umbenennung der Stadt im Jahr 1925 teils weiter Oslo genannt.

## Lage
Das Stadtviertel Gamlebyen liegt im Osten der zum Oslofjord gehörenden Bucht Bjørvika. Das Osloer Stadtzentrum liegt westlich von Gamlebyen. Im Süden wird Gamlebyen durch den Ekeberg, ein plateauartiger Höhenzug, begrenzt. Im Norden grenzt Gamblebyen an die Stadtviertel Grønland und Galgeberg. Im Osten des Viertels befindet sich mit dem Lodalen ein größeres für den Eisenbahnverkehr genutztes Areal.

## Geschichte
Im heutigen Stadtviertel lag vom 11. Jahrhundert bis zum Stadtbrand im Jahr 1624 die mittelalterliche Stadt Oslo. Die Stadt wurde nach dem Brand auf Befehl von König Christian IV. auf der anderen Seite der Bjørvika, bei der Festung Akershus, unter dem Namen Christiania neu aufgebaut. Das alte Oslo verlor im Zuge dessen seine Stadtrechte. Da die neue Stadt einen eigenen Namen erhielt, wurde das alte Stadtgebiet weiter Oslo genannt. Das Gebiet war nach dem Stadtbrand von Ruinen geprägt und wandelte sich zu einer dörflich geprägten Vorstadt. Die Ruinen wurden teils für den Aufbau Christianias abgetragen. Im Jahr 1856 begannen Ausgrabungsarbeiten, die in der Anlage des Minneparken, einem Ruinenpark, endeten.
Die Vorstadt Oslo wurde 1859 mit damals rund 1400 Einwohnern in die Stadtkommune Christiania eingegliedert. Die Einwohnerzahl wuchs stark an, nachdem die Straßenverbindung in das Stadtzentrum verbessert und viele Mietshäuser errichtet wurden. Auch heute ist das Stadtviertel noch von Mietshäusern aus den 1870er- und 1890er-Jahren geprägt. Die Gamlebyen skole nahm im Jahr 1881 unter dem Namen Oslo skole ihren Unterrichtsbetrieb auf. Im Jahr 1923 wurde die durch das Gebiet fließende Alna zwischen Kværner und Kongshavn in einen Tunnel verlegt, um oberirdisch mehr Platz für die Eisenbahn zu schaffen. Die Umbenennung zu Gamlebyen wurde zum 1. Januar 1925 vollzogen, als wieder die gesamte Stadt den Namen Oslo erhielt. In den 1960er-Jahren kam es erneut zu größeren Ausgrabungen in der Region, in der unter anderem die Ruine der Mariakirken freigelegt wurde.
In den 1990er-Jahren wurde damit begonnen, die Hauptverkehrswege neu zu ordnen, um den Durchgangsverkehr im Viertel zu verringern. Im Jahr 1995 wurde der Ekebergtunnel fertiggestellt, ein sechsspuriger Autobahntunnel, der zum Operatunnelsystem gehört. Seitdem führt die Europastraße 6 (E6) in diesem Abschnitt durch den Tunnel. Auf dem freigewordenen Areal wurden anschließend neue Wohngebäude errichtet. Im Jahr 2000 feierte die Stadt Oslo ihr 1000-jähriges Jubiläum. Im Zuge dessen wurde der Middelalderparken angelegt und es fanden erneut Ausgrabungen statt.

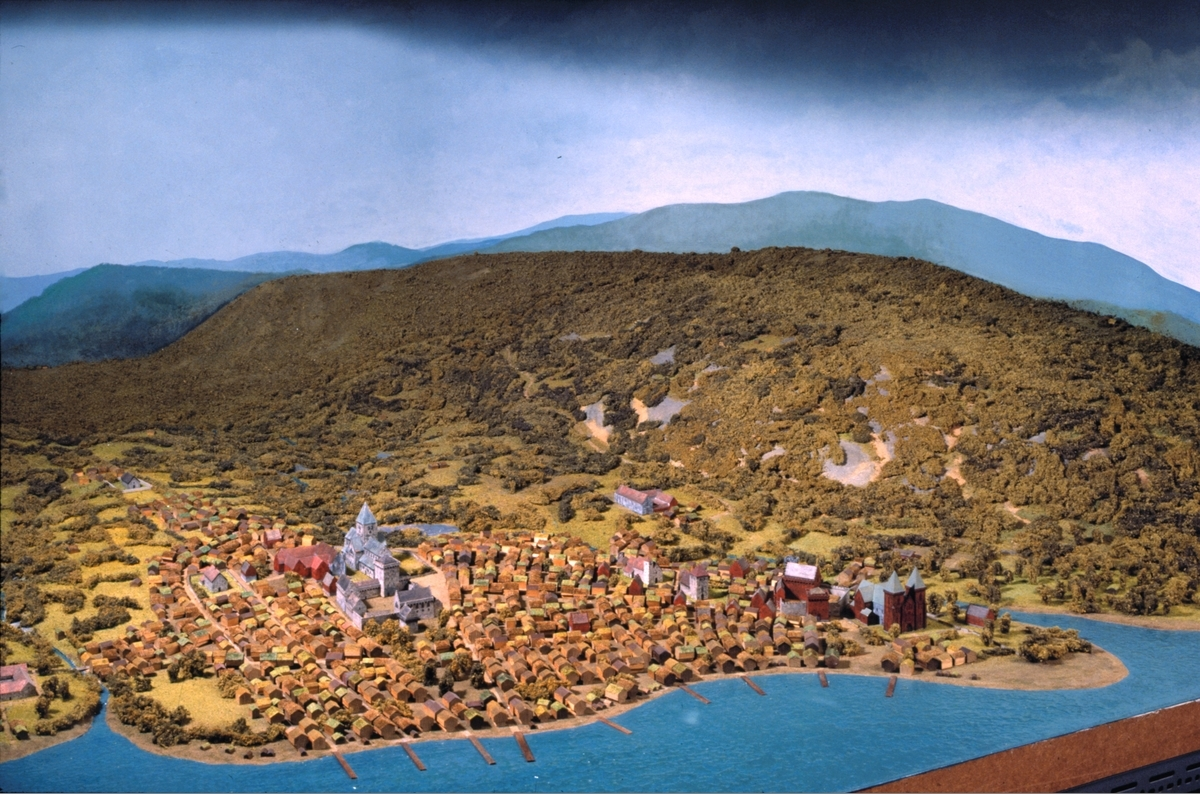
Modell der Stadt Oslo im Mittelalter
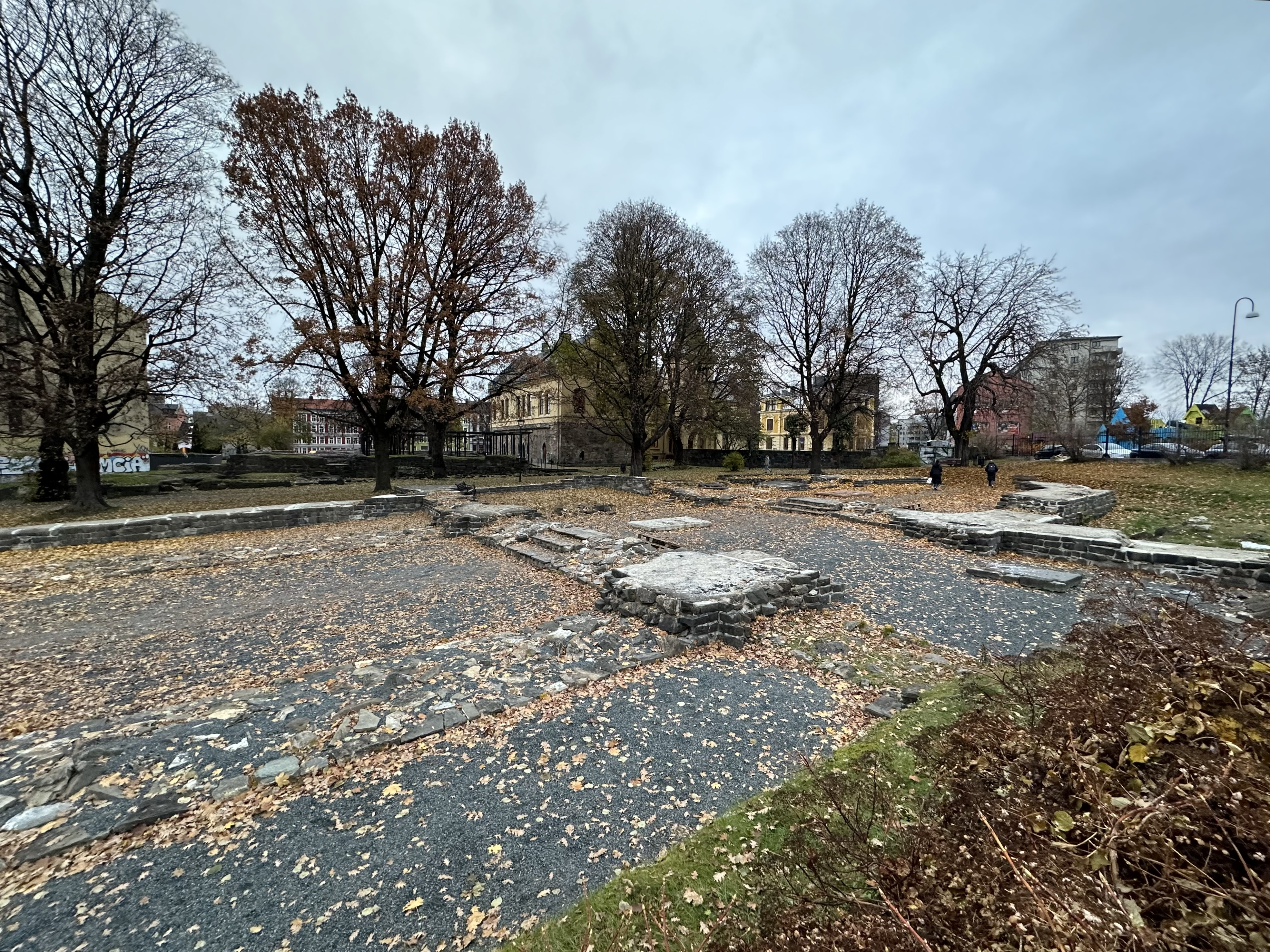
Ruinen im Minneparken